# ダイノソーサーズ
『ダイノソーサーズ』（原題：Dinosaucers）は、アメリカ合衆国のテレビアニメ。
アメリカでは、1987年9月14日から12月11日まで全65話が放送された。

## あらすじ
シークレット・スカウトとして活動していたティーンエイジャーのライアン、サラ、ポール、デビッドはある日、空から宇宙船に乗船してやって来た恐竜人間であるダイノソーサーズと出会う。
彼らはレプティロンという惑星の住民であり、長い時を経て科学技術を駆使できるほど進化した一方でティラノスと呼ばれる同じ恐竜人間の無法者との争いが続けられていた。
新たなエネルギー資源を求めて旅立ったダイノソーサーズは、地球に降り立ちシークレット・スカウトと同盟関係を結び、地球征服を企むティラノスを相手に対抗するのであった。

## キャラクター
アロ (EN. Allo)
声 - レン・カールソン
クワックポット (EN. Quackpot)
声 - レン・カールソン
トライサワロ (EN. Tricero)
声 -ロブ・コーワン
ボーンヘッド (EN. Bonehead)
声 -マーティン・ゴルダー
ブロントー・サンダー (EN. Bronto-Thunder)
声 -マーヴィン・ゴルダー
チンギス・レックス (EN. Genghis Rex)
声 -ダン・ヘネシー
プレージオ (EN. Plesio)
声 -ダン・ヘネシー
ステゴ (EN. Stego)
声 -レイ・キャッフナート
スティアッコー (EN. Styraco)
声 -ゴードン・マステン
バッチオ (EN. Brachio)
声 -ドン・マクマナス
ターリックス (EN. Teryx)
声 -エディ・マーマン / ルイーズ・ヴァランス
デイ姫 (EN. Princess Dei)
声 -ルイーズ・ヴァランス
ライアン (EN. Ryan Spencer)
声 -サイモン・レイノルズ
サラ (EN. Sara Spencer)
声 -バーバラ・リン・レッドパス
アンキロー (EN. Ankylo)
声 -ジョン・ストッカー
テリブル・ダックティル (EN. Terrible Dactyl)
声 -ジョン・ストッカー
デイビッド (EN. David)
声 -レスリー・トート
ディメットロー (EN. Dimetro)
声 -クリス・ウィギンズ
イッキー (EN. Ichy)
声 -シック・ウィルソン
ポール (EN. Paul)
声 -リチャード・イヤウッド

## スタッフ
- 制作総指揮 - ベンジャミン・メルニカー、マイケル・Ｅ・ウスラン、アンディ・ヘイワード
- プロデューサー - マイケル・マリアーニ、片山哲生（ディック）
- 監督 - ステファン・マルティニエール
- 作画監督 - 三浦将則、鹿島典夫
- 音楽 - ハイム・サバン、シュキ・レヴィ
- ストーリーエディター - ダイアン・デュアン、ブライン・ステファン、リディア・モラノ（補佐）
- アニメーション制作 - ディック
- 共同製作 - ライトイヤー・エンターテイメント
- 製作 - コカ・コーラ・テレコミュニケーションズ、DICアニメーション・シティ

## サブタイトル
| 話数 | サブタイトル（原題）                                       | クレジット | 放送日         |
| ---- | ---------------------------------------------------------- | --- | -------------- |
| 1    | Dinosaur Valley                                            | ダイアン・デュアン                                                                                            | 1987年 9月14日 |
| 2    | Take Us Out to the Ballgame                                | マイケル・E・ウスラン                                                                                         | 9月15日        |
| 3    | Happy Egg Day to You                                       | ダイアン・デュアン                                                                                            | 9月16日        |
| 4    | Hooray for Hollywood                                       | フェリシア・マリアニ                                                                                          | 9月17日        |
| 5    | Divide and Conquer                                         | マイケル・E・ウスラン                                                                                         | 9月18日        |
| 6    | A Real Super-Hero                                          | ブルックス・ワシュテル                                                                                        | 9月21日        |
| 7    | Burgers Up!                                                | ロン・ハリス                                                                                                  | 9月22日        |
| 8    | Be Prepared                                                | マイク・オ・マホニー                                                                                          | 9月23日        |
| 9    | That Shrinking Feeling                                     | ダグ・モリトル                                                                                                | 9月24日        |
| 10   | Rockin' Reptiles                                           | フェリシア・マリアニ                                                                                          | 9月25日        |
| 11   | Sleeping Booty                                             | ロン・ハリス & ダイアン・デュアン                                                                             | 9月28日        |
| 12   | The First Snow                                             | マイケル・E・ウスラン                                                                                         | 9月29日        |
| 13   | Trick or Cheat                                             | マイケル・E・ウスラン & ダイアン・デュアン                                                                    | 9月30日        |
| 14   | Defective Defector                                         | フェリシア・マリアニ                                                                                          | 10月1日        |
| 15   | For The Love Of Teryx                                      | フェリシア・マリアニ                                                                                          | 10月2日        |
| 16   | A Man's Best Friend Is His Dogasaurus                      | マイケル・E・ウスラン                                                                                         | 10月5日        |
| 17   | Carnivore In Rio                                           | ソムトウ・パピニアヌス・スチャリトクル                                                                        | 10月6日        |
| 18   | Frozen Fur Balls                                           | J.ボーンホルト & S.ロバートソン                                                                               | 10月7日        |
| 19   | Hook, Line And Stinker                                     | アヴリル・ロイ-スミス & リチャー・ドミュラー                                                                  | 10月8日        |
| 20   | The Prehistoric Purge                                      | ウォルト・クビアク＆エリオット・ダロ                                                                          | 10月9日        |
| 21   | The Truth About Dragons                                    | ダグ・モリトル                                                                                                | 10月12日       |
| 22   | Chariots Of The Dinosaucers                                | ソムトウ・パピニアヌス・スチャリトクル                                                                        | 10月13日       |
| 23   | Eggs Mark The Spot                                         | アヴリル・ロイ-スミス & リチャー・ドミュラー                                                                  | 10月14日       |
| 24   | Mommy Dino-Dearest                                         | ブルックス・ワシュテル                                                                                        | 10月15日       |
| 25   | The Whale's Song                                           | ダーナイ・キング                                                                                              | 10月16日       |
| 26   | Inquiring Minds                                            | マーク・カサット                                                                                              | 10月19日       |
| 27   | War Of The Worlds...II                                     | デニス・オ・フラハティ                                                                                        | 10月20日       |
| 28   | Beach Blanket Bonehead                                     | クリス・バンチ & アラン・コール                                                                               | 10月21日       |
| 29   | The Bone Ranger And Bronto                                 | デビッド・ビショフ & テッド・ペダーセン                                                                       | 10月22日       |
| 30   | Cindersaurus                                               | シェリー・ウィルカーソン                                                                                      | 10月23日       |
| 31   | Trouble In Paradise                                        | マーサ・モラン                                                                                                | 10月26日       |
| 32   | Monday Night Clawball                                      | マイケル・E・ウスラン （ストーリー）; J.ボーンホルト & S.ロバートソン                                         | 10月27日       |
| 33   | Age Of Aquariums                                           | マイケル・E・ウスラン （ストーリー）; シェリー・ウィルカーソン                                                | 10月28日       |
| 34   | Scents Of Wonder                                           | ソムトウ・パピニアヌス・スチャリトクル                                                                        | 10月29日       |
| 35   | Fine-Feathered Friends                                     | フェリシア・マリアニ                                                                                          | 10月30日       |
| 36   | Allo & Cos-Stego Meet The Abominable Snowman               | マイケル・E・ウスラン （ストーリー）; ブルックス・ワシュテル                                                  | 11月2日        |
| 37   | The Quack-Up Of Quackpot                                   | マイケル・E・ウスラン                                                                                         | 11月3日        |
| 38   | It's An Archaeopteryx — It's A Plane — It's Thunder-Lizard | マイケル・E・ウスラン （ストーリー）; アーサー・バイロン・カバー                                              | 11月4日        |
| 39   | Teacher's Pest                                             | ダグ・モリトル                                                                                                | 11月5日        |
| 40   | Dino-Chips!                                                | ソムトウ・パピニアヌス・スチャリトクル                                                                        | 11月6日        |
| 41   | The Heart And Sole Of Bigfoot                              | マイケル・E・ウスラン （ストーリー）; デビッド・ビショフ & テッド・ペダーセン                                 | 11月9日        |
| 42   | Karatesaurus Wrecks                                        | マイケル・E・ウスラン （ストーリー）; デビッド・ワイズ                                                        | 11月10日       |
| 43   | Lochs And Bay Gulls                                        | マイケル・E・ウスラン                                                                                         | 11月11日       |
| 44   | The Trojan Horseasaurus                                    | エレン・ガウン                                                                                                | 11月12日       |
| 45   | We're Off To See The Lizard                                | マイケル・E・ウスラン & フェリシア・マリアニ                                                                  | 11月13日       |
| 46   | Seeing Purple                                              | スーザン・エリソン                                                                                            | 11月16日       |
| 47   | There's No Such Thing As Stego-Claws                       | マイケル・E・ウスラン                                                                                         | 11月17日       |
| 48   | Applesaucers                                               | マイケル・E・ウスラン                                                                                         | 11月18日       |
| 49   | Reduced For Clarence                                       | マイケル・E・ウスラン （ストーリー）; カーラ・コンウェイ                                                      | 11月19日       |
| 50   | Attack Of The Fur Balls                                    | クランシー・フォート                                                                                          | 11月20日       |
| 51   | Dinosaur Dundy                                             | マイケル・E・ウスラン                                                                                         | 11月23日       |
| 52   | Those Reptilon Nights                                      | ビル・フォーセット                                                                                            | 11月24日       |
| 53   | The Dinolympics                                            | ビル・フォーセット                                                                                            | 11月25日       |
| 54   | Sara Had A Little Lambeosaurus                             | シェリー・ウィルカーソン                                                                                      | 11月26日       |
| 55   | Beauty And The Bonehead                                    | ブリン・チャンドラー                                                                                          | 11月27日       |
| 56   | The Museum Of Natural Humans                               | マイケル・E・ウスラン、 フェリシア・マリアニ & リディア・C. ・マラノ                                          | 11月30日       |
| 57   | Saber-Tooth Or Consequences                                | マイケル・E・ウスラン クレイグ・ミラー & マーク・ネルソン （ストーリー）; クレイグ・ミラー & マーク・ネルソン | 12月1日        |
| 58   | Camp Tyranno                                               | マイケル・E・ウスラン & ベス・ブロンスタイン                                                                  | 12月2日        |
| 59   | The Babysitter                                             | ジェリー・コンウェイ                                                                                          | 12月3日        |
| 60   | Toy-Ranno Store Wars                                       | マイケル・E・ウスラン & ジョディ・リン・ナイ （ストーリー）; ジョディ・リン・ナイ                             | 12月4日        |
| 61   | The T-Bone's Stakes                                        | マイケル・E・ウスラン                                                                                         | 12月7日        |
| 62   | Scales Of Justice                                          | マイケル・E・ウスラン                                                                                         | 12月8日        |
| 63   | I Got Those 'Ol Reptilon Blues Again, Mommasaur            | マイケル・E・ウスラン （ストーリー）; トッド・ジョンソン                                                      | 12月9日        |
| 64   | I Was A Teenage Human                                      | リディア・C.・マラノ & デビッド・ワイズ （ストーリー）; リディア・C.・マラノ                                  | 12月10日       |
| 65   | The Friend                                                 | ビル・フォーセット                                                                                            | 12月11日       |

## 関連リンク
- Dinosaucers - IMDb（英語）

| スタブアイコン | サブスタブ | この項目は、まだ閲覧者の調べものの参照としては役立たない、テレビ番組に関連した書きかけの項目です。この項目を加筆・訂正などしてくださる協力者を求めています（P:テレビ/PJ:放送または配信の番組）。 |